# サン・ラックス
サン・ラックス（Son Lux）は、アメリカ合衆国の音楽グループである。
ライアン・ロットの別名義によるソロ・プロジェクトとしてスタートした。2008年に『At War with Walls & Mazes』でデビューし、2011年に『We Are Rising』、2013年に『Lanterns』をリリースした。2015年の『Bones』で、ラフィーク・バーティアとイアン・チャンが正式に加入し、グループになった。

## メンバー
- ライアン・ロット (Ryan Lott) - 音楽プロデューサー、作曲家、キーボード、ボーカル (2008年- )
- ラフィーク・バーティア (Rafiq Bhatia) - ギター、音楽プロデューサー、作曲家 (2015年- )
- イアン・チャン (Ian Chang) - ドラム、音楽プロデューサー、作曲家 (2015年- )

## ディスコグラフィ

### スタジオ・アルバム
- At War with Walls & Mazes（2008年）
- We Are Rising（2011年）
- 『ランタンズ』 - Lanterns（2013年）
- Bones（2015年）
- Brighter Wounds（2018年）
- Tomorrows I （2020年）

### コンピレーション・アルバム
- We Are Rising: Remixed（2012年）

### サウンドトラック・アルバム
- Original Music From and Inspired By: The Disappearance of Eleanor Rigby（2014年）
- Everything Everywhere All at Once (Original Motion Picture Soundtrack) (2022年)

### EP
- Weapons（2010年）
- Alternate Worlds（2014年）
- Stranger Forms（2016年）
- Remedy（2017年）
- Dream State（2018年）

### シングル
- "Black Waters"（2013年）
- "Tear"（2013年）